# Пеан
Пеан (на старогръцки: παιήων, παιάν, παιών) е хорова песен на древногръцката лирика, жанр на древногръцката поезия, химн на боговете в гръцката митология. Точната етимология на думата е неизвестна, но е възможно да е свързана с врачуването.
Това са химни в чест на Аполон като бог-лечител, който сам се нарича понякога „Пеан“, както и на неговата сестра Артемида и на Асклепий, друг бог-лечител.
Пеани се пеят преди поход, след победа, при отплаване на флотата и при други поводи.

## Други значения
- бог Пеан, който е лекар на боговете
- вид хирургичен инструмент